# Eduard Wilhelm Pose
Eduard Wilhelm Pose   (Düsseldorf, 9 de juliol de 1812 - Frankfurt del Main, 14 de març de 1878) va ser un paisatgista romàntic alemany associat a l'escola de pintura de Düsseldorf.

## Biografia
Va néixer a Düsseldorf. El seu pare, Ludwig Pose, era un pintor decoratiu. De nen, el va acompanyar en el seu treball per tota la Renània. Durant una visita al castell de Rheinstein, on el seu pare havia rebut un encàrrec del príncep Frederic, va decidir convertir-se també en pintor.

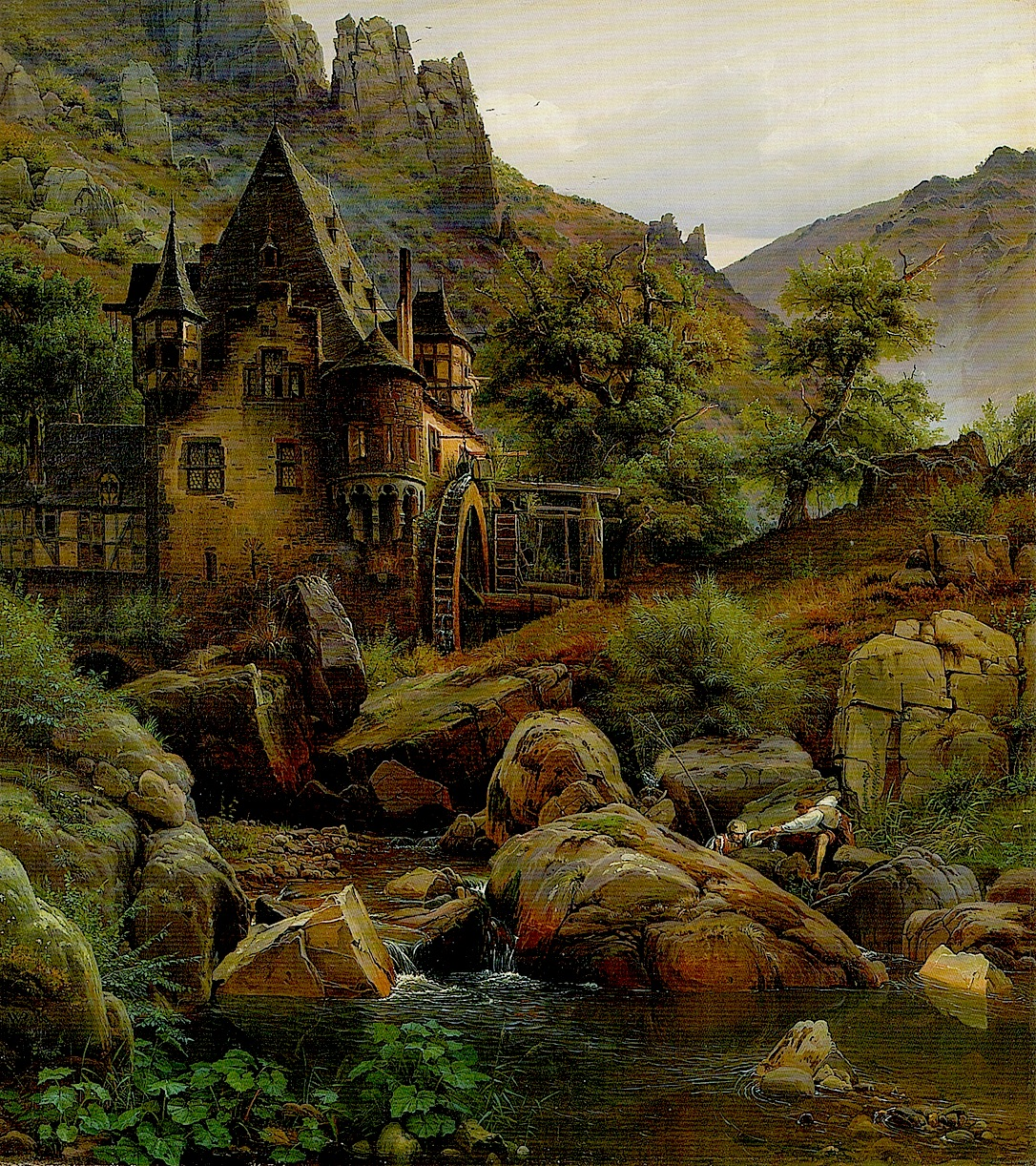
Paisatge amb molí al Morgenbach (Morning Brook) a Rheinland-Pfalz

De 1829 a 1836, va assistir a la Kunstakademie Düsseldorf i va estudiar amb el paisatgista Johann Wilhelm Schirmer de 1832 a 1833. Els seus primers paisatges van representar les regions de Hunsrück i Eifel i van rebre excel·lents notes. El 1836, ell i diversos altres estudiants van abandonar la Kunstakademie, a causa de conflictes amb el seu director conservador, Friedrich Wilhelm Schadow.
Va anar a Múnic i va trobar un lloc als estudis de Carl Rottmann. Un brot de còlera el va portar a traslladar-se a Frankfurt del Main i a trobar feina pintant el castell d'Eltz. Va tornar a Múnic el 1838. Poc després, va exposar el seu quadre del castell del Tirol a Brussel·les, on va ser comprat pel rei Leopold I.
Després va tornar a Düsseldorf, vivint amb la seva germana i el seu marit, l'arquitecte Max Joseph Custodis , i viatjant amb altres artistes per tota la regió. Va passar els anys 1842–1845 a Itàlia, principalment a Roma, on la seva paleta es va il·luminar considerablement. Després de 1845, va tornar a Frankfurt del Main i va passar a formar part del cercle d'artistes associats a Philipp Veit. En els seus últims anys, va estar involucrat amb la colònia d'artistes de Kronberg im Taunus.
Ell i la seva dona, Pauline (de soltera Klotz, 1817–1867), van conèixer Gustave Courbet durant la seva visita a Frankfurt el 1858. Courbet la va utilitzar com a model per al seu quadre Lady of Frankfurt. Es creu que Pose també estava originalment a la pintura, però després es va esborrar. La seva exclusió ha portat a especulacions sobre una aventura entre Pauline i Courbet.
Pose va morir el 14 de març de 1878 a Frankfurt als 65 anys.